# La Ordeña
La Ordeña es una localidad del estado mexicano de Guanajuato. Es parte del municipio de Salamanca.

## Demografía
| Gráfica de evolución demográfica |
|                                  |

| Censo | Población |
| ----- | --------- |
| 1900  | 723       |
| 1910  | 859       |
| 1921  | 639       |
| 1930  | 483       |
| 1940  | 623       |
| 1950  | 732       |
| 1960  | 373       |
| 1970  | 827       |
| 1980  | 783       |
| 1990  | 1 183     |
| 2000  | 1 225     |
| 2010  | 1 248     |
| 2020  | 1 255     |